# Patrick Mutume
Patrick Mumbure Mutume (ur. 31 października 1943 w Mutare, zm. 8 lutego 2017 tamże) – zimbabweński duchowny katolicki, biskup pomocniczy Mutare 1979-2017.

## Życiorys
Święcenia kapłańskie otrzymał 3 września 1972.
15 marca 1979 papież Jan Paweł II mianował go biskupem pomocniczym Mutare ze stolicą tytularną Arae in Mauretania. 17 czerwca tego samego roku z rąk biskupa Donala Lamonta przyjął sakrę biskupią. Funkcję sprawował aż do swojej śmieci.
Zmarł 8 lutego 2017.